# 阴道癌
阴道肿瘤，也称阴道癌（英語：Vaginal cancer），是指一类病发于阴道的癌症肿瘤。原发性阴道肿瘤很罕见，其主要为鳞状细胞癌。恶性肿瘤相对更为常见。阴道癌的病发年龄通常为50岁以上的妇女，但是也可以病发于各类年龄，甚至是婴儿期。如果在癌症早期被诊断出来，康复的几率会很大。通常的阴道肿瘤治疗方式为手术，或者兼顾骨盆放射治疗。

## 种类
两类最主要的阴道肿瘤为鳞状细胞癌和恶性腺瘤。
- 阴道鳞状细胞癌病发于阴道的薄平鳞状细胞上。这也是阴道肿瘤中最常见的类型，它常被发现于60岁及以上的女性患者中。
- 阴道恶性腺瘤（英语：adenocarcinoma）病发于阴道的腺状细胞中，并产生一些流体。此类癌症比鳞状细胞癌病更易转移到肺部和淋巴结中，常被发现于30岁及以下的女性患者中。
- 恶性腺瘤下的一类特殊子类透明细胞腺癌，病发于一类1938年至1973年之间出生的特殊女性人群中，她们均有己烯雌酚的药物使用史[2]。

此外还有一些非典型的阴道肿瘤类型：
- 阴道生殖细胞瘤（原发的畸胎瘤和内胚窦瘤）非常罕见，通常病发于婴儿和儿童。
- 葡萄状肉瘤，是一类横纹肌肉瘤，常见于婴儿和儿童。

## 特征及症状
阴道肿瘤通常没有症状，通常在定期妇科检查中才发现。如果出现症状，则以非正常阴道出血，可能是在性交后、月经期、青春期或更年期后。此外一些少见的症状也包括排尿疼痛、性交疼痛或盆腔疼痛等。

## 诊断
许多诊断阴道癌的方式有以下：
- 生理检查及病历
- 盆腔检查
- 帕氏实验
- 活组织检查
- 阴道镜检查

## 相关
- 子宮頸癌
- 卵巢癌
- 己烯雌酚